# Еполемент
Еполеме́нт (від фр. épaulement — «виступ, плече») — асиметричний бічний бастіон із одним фасом або з одним фланком.